# レランス諸島

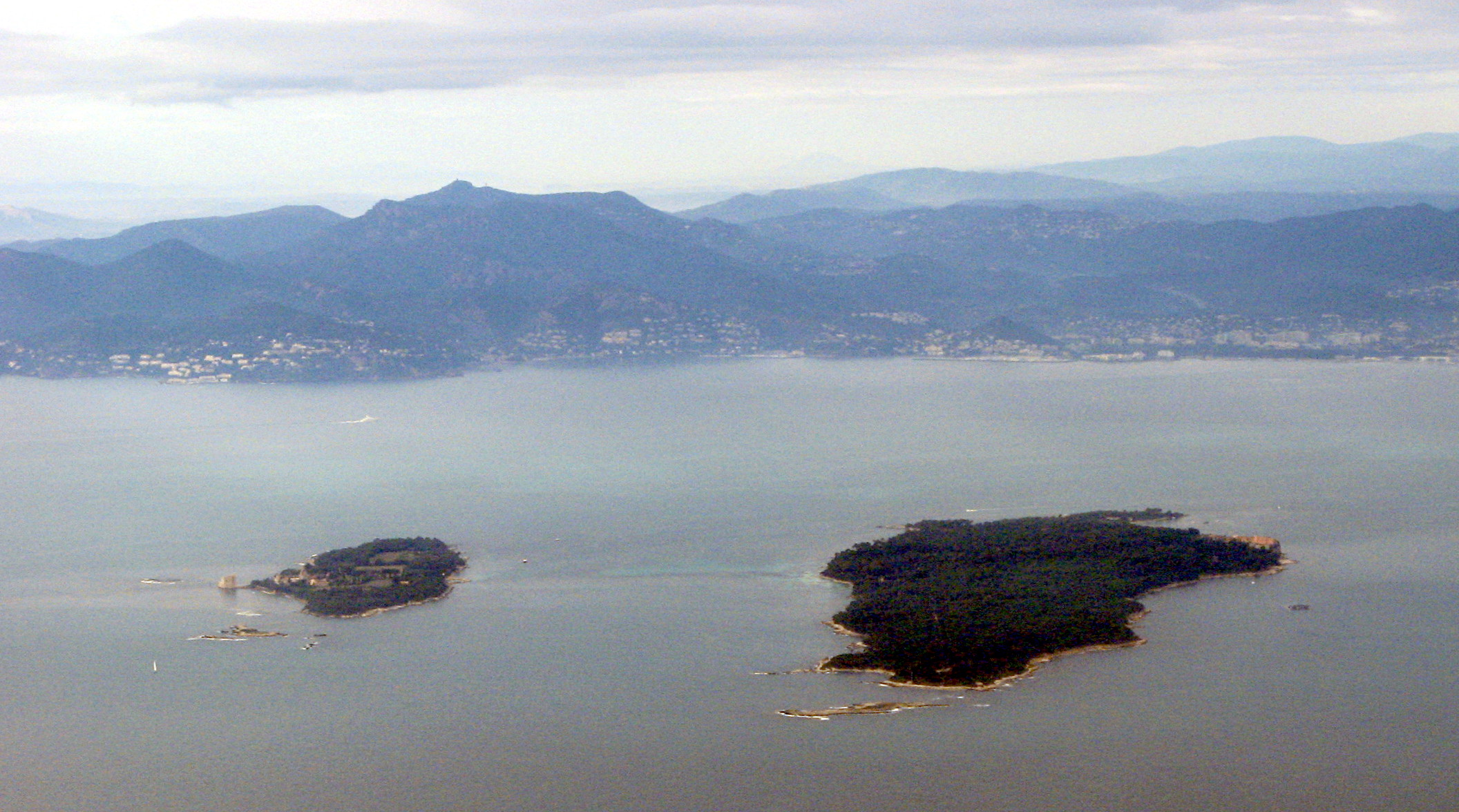
レランス諸島

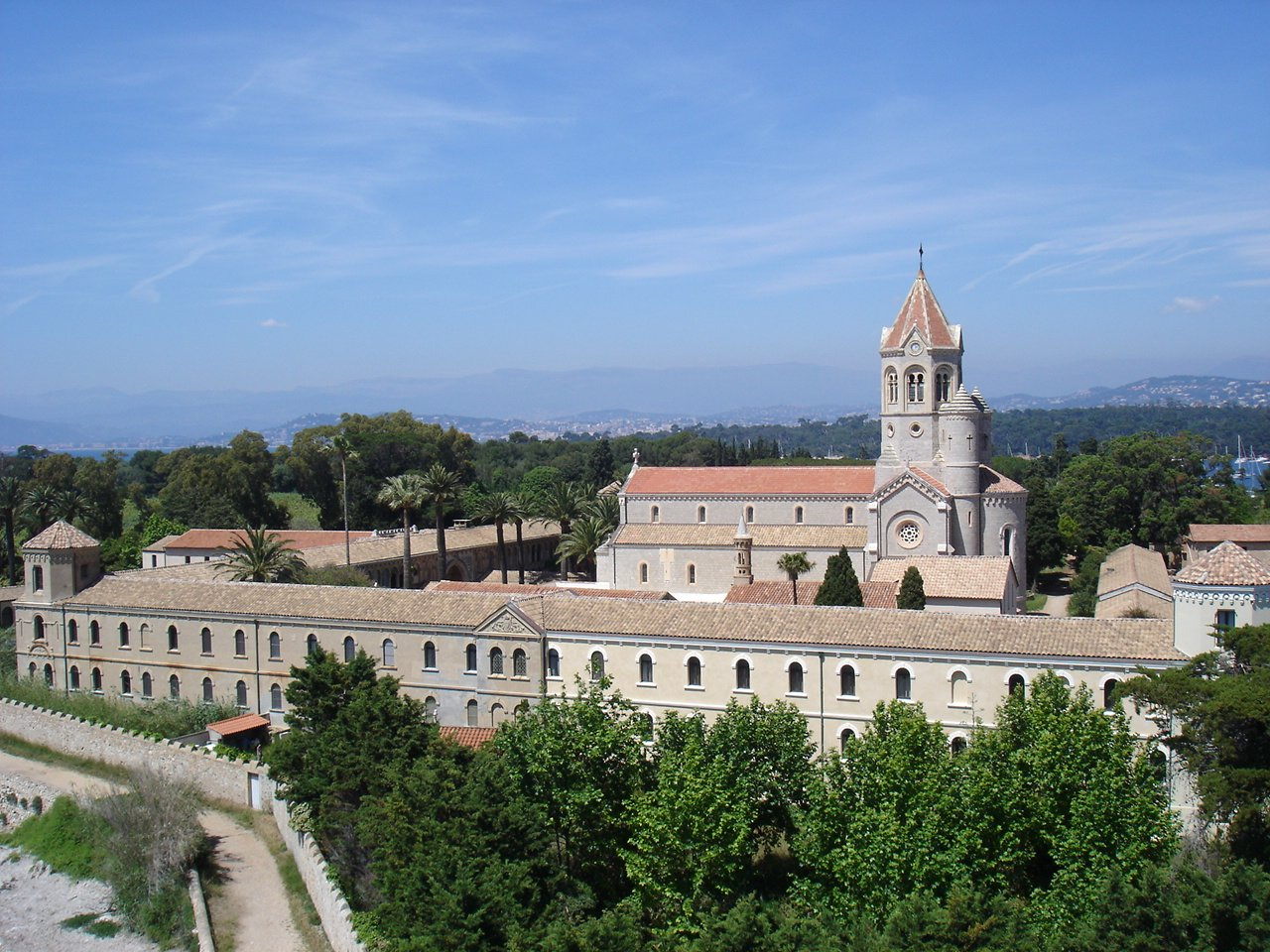
レランス大修道院

レランス諸島 (レランスしょとう、Îles de Lérins) は、フランスのカンヌ沖合の島々で、サン＝トノラ島 (Île Saint-Honorat)、サント＝マルグリット島 (Île Sainte-Marguerite)、サン＝フェレオル島 (Îlot Saint-Ferréol)、ラ・トラドリエール島 (Îlot de la Tradelière) によって構成されている。主となる島は最初の2つで、後者の2つは無人島である。行政上はカンヌの一部である。
日本語文献ではレラン諸島、レラン群島などとも表記される。

## 歴史
サン＝トノラ島の由来は、4世紀ないし5世紀はじめ、聖ホノラトゥス（サン＝トノラ）がこの地に修道院を創建したことによる。現在、この島にはレランス大修道院、海賊に対する防衛機能も備えた要塞修道院、ほかいくつかの教会や礼拝堂が残っている。
サント＝マルグリット島はサン＝トノラ島よりも大きな島で、ホノラトゥスの妹の名前にちなんでいる。彼女はこの島に女子修道院を建設したと伝えられているが、現存しない。そのかわり、この島にはリシュリューの命で建設され、ヴォーバンによって改造されたサント＝マルグリット砦が残されている。その砦は、かつて鉄仮面の男が収監されていたこともあった。現在、砦の一部は海洋博物館になっている。